# Saponifiering

Exempel på förtvålning med bildning av glycerol och natriumsalter.

Saponifiering, även kallad förtvålning eller försåpning, är, kemiskt uttryckt, en alkalisk esterhydrolys med bildning av karboxylsyrasalter. Namnet kommer av metoden att framställa tvål och såpa ur vegetabiliska oljor eller animaliska fetter, vilka huvudsakligen utgörs av triglycerider, som är estrar av glycerol och fettsyror. Det används också för att framställa glycerol.

## Tillverkning av tvål
I den klassiska metoden att framställa det vi till vardags kallar tvål, kokas vegetabilisk olja eller animaliskt fett med tillsatt natriumhydroxidlösning (natronlut). Hydroxiden och fettsyrorna reagerar med varandra genom hydrolys och bildar glycerol och fettsyrasalt (tvål), som sedan separeras. Vid motsvarande tillverkning av såpa används kaliumhydroxid (kalilut) istället för natriumhydroxid.
Tvål och såpa är alltså salter av natrium respektive kalium med fettsyror. En fettsyra har en så kallad svans och ett huvud, svansen är fettlöslig men däremot är huvudet som skapar saltet vattenlösligt. Detta gör så att tvålmolekyler kan bindas samman med den feta smutsen samtidigt som den kan lösas upp i vatten.

## Förtvålning i oljefärger
Oljefärger som utsätts för alkalier, basiska miljöer, riskerar att drabbas av förtvålning redan vid låg fuktighet, vilket verkar nedbrytande på färgskiktet. Man undviker därför att använda oljefärg direkt på obehandlade alkaliska underlag som till exempel ny puts och betong, liksom förzinkade underlag. Vissa metallinnehållande pigment, såsom blyvitt och zinkvitt, har också en förmåga att utlösa förtvålningen.
I vissa fall eftersträvas dock en viss förtvålning, då det bland annat anses kunna ge ett mer väderbeständigt skikt, varvid till exempel blyvitt används. Man har dock konstaterat på äldre konstverk att målningars färglager med tiden förstörs av förtvålningen.